# プリノート
プリノート（Prinoth）は、イタリアの雪上車（スノーグルーマー）メーカー。イタリアのボルツァーノ自治県（南チロル州）ヴィピテーノに本社を置く。
主に雪上車や圧雪車などの開発を行い、斜面整備車両開発に強みを持つ。同社の作業車両は運搬や斜面整備車両としてだけでなく、湿地帯における植生管理やバイオマス事業などの作業にも用いられている。

## 歴史
1951年、元F1ドライバーであったエルネスト・プリノートがプリノートの前身となるガレージを自宅に設置したことがプリノートの始まりである。1960年代初頭、アルプス地方では一大スキーブームとなるが、当時は圧雪車など無く、ゲレンデの状態が酷いことに起因した事故や怪我が頻発する状況にあった。プリノートは若い頃から自動車に魅了され、自動車レースで培った技術などを用いた高性能圧雪車の開発に情熱を注いでいる。
1962年、初となる圧雪車のプロトタイプ「P60」を製作。その2年後、量産型完成車となる「P15」が製造ラインから出荷されており、P15は1964年、オーストリアで開催された1964年インスブルックオリンピック会場のゲレンデ整備に使用された。
2000年、プリノートはライトナー・グループに買収され、独立したブランドとして圧雪車「スノーキャットシリーズ」の製造を継続しており、世界で最も完成度の高いスノーキャットメーカーとなった。
2005年11月、カナダのカモプラスト（旧ボンバルディア・レクリエーショナルプロダクツ社）の産業車両部門内のグルーマーシリーズの設計、エンジニアリング、研究開発、サービス、部品、販売事業を買収し、カモプラスト社が製造を担当した。
2009年2月、カモプラスト社の産業車両部門全ての開発設計、製造、販売、サービス事業を買収したことにより、プリノートは不整地車両など圧雪車以外にも進出する。あらゆる種類のアタッチメントが選択できる頑丈な車体は、そのキャタピラーのおかげで、車輪付きの車両とは異なり、雪や泥、沼など柔らかい表面に沈むことなく遠方に到達することが可能である。
2011年、プリノートはドイツの林業機械メーカーAHWIを買収した。

## 製品

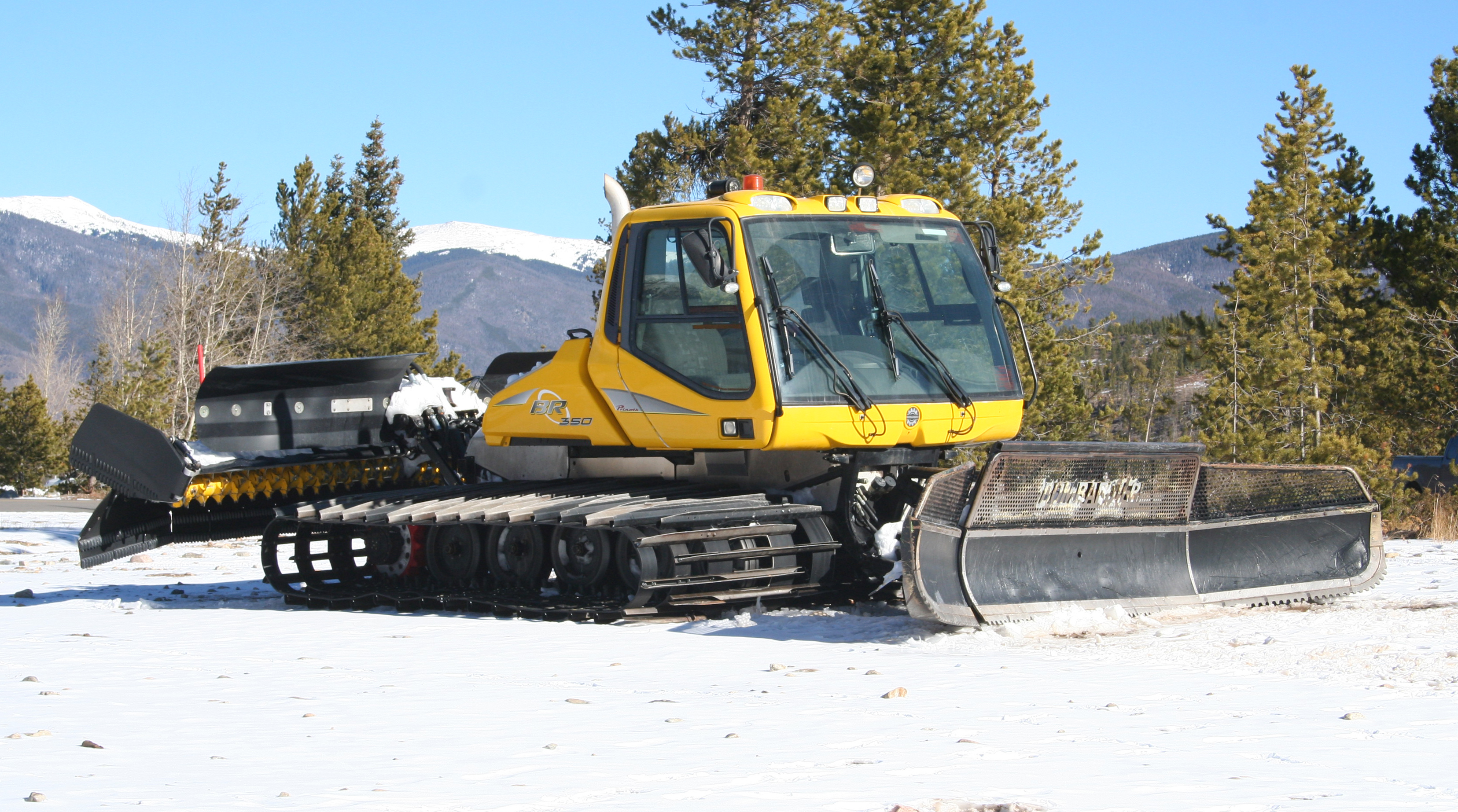
プリノート・ボンバルディア BR350

- 圧雪車（スノーグルーマー）
- 雪上車
- 履帯式多目的車
- 植生管理